# Renato Prada Oropeza
Renato Prada Oropeza (Potosí, Bolivia, 17 de octubre de 1937 - Puebla, México, 9 de septiembre de 2011), fue un escritor y científico boliviano-mexicano, autor de novelas, libros de cuento, poesía, de hermenéutica, semiótica, de teoría e interpretación y crítica literaria. Muchas de sus obras literarias han sido traducidas a varias lenguas. Fue uno de los semiólogos mexicanos y latinoamericanos más reconocidos.

## Biografía de Renato Prada Oropeza
Enseñó filosofía en la Normal Superior de Cochabamba, estudió durante un año en Estados Unidos y posteriormente continuó su educación en Europa, donde se doctoró en Filosofía en Universidad de La Sapienza (Roma) y en Lingüística en Universidad Católica de Lovaina (Bélgica). Los últimos años de su vida fue Profesor-Investigador de Tiempo Completo de la Benemérita Universidad Autónoma de Puebla. Miembro del Sistema Nacional de Investigadores de México Nivel III, director fundador de la revista Semiosis  (1978-2007) y de revista semio-lingüística Morphé de la Universidad de Puebla, fundador de la Revista Amoxcalli. Desde 1976 vivió en Xalapa, Veracruz, México, y en 1983 tomó la ciudadanía mexicana. En 2005 se trasladó a Puebla. Los discípulos de Renato Prada, graduados de maestrías y doctorados, trabajan en Estados Unidos, Guatemala, Italia, México, Rusia y en otros países
Se casó con la historiadora del arte Elda Rojas Aldunate; sus hijos son Ingmar Prada (se dedica a la física), cineasta Fabrizio Prada e Ixchel Prada quien es diseñadora y escenografista. 
Su novela Los fundadores del alba, que ganó Premio Casa de las Américas (1969)  se considera la obra maestra de la literatura boliviana.
Falleció el 9 de septiembre de 2011 en Puebla, México a causa del cáncer del riñón y la metástasis en el pulmón. Sus restos fueron cremados y permanecen con su esposa según fue su deseo.

## Premios
- Primer Premio Municipal de Cochabamba 1967 por su libro de cuentos Argal
- Primer Premio Nacional de Cuento Edmundo Camargo 1968
- Premio Casa de las Américas 1969 por Los fundadores del alba
- Premio Erich Guttentag 1969
- Premio Franja de Oro de la Ciudad de La Paz 1970
- Premio Estatal de Ciencia y Tecnología[6] 2008

## Obra[7]

### Teoría
- La autonomía literaria (1970, Los Amigos del Libro, Cochabamba)
- El lenguaje narrativo. Prolegómenos para una semiótica narrativa (1979, Educa, Costa Rica)
- Poética y liberación en la narrativa de Onelio Jorge Cardoso (1988, UV, Xalapa)
- Los sentidos del símbolo I (1990, UV, Xalapa)
- El lenguaje narrativo (1991, Departamento Editorial, Universidad Autónoma de Zacatecas)
- Análisis e interpretación del discurso narrativo-literario (1993, Departamento Editorial, Universidad Autónoma de Zacatecas)
- La narrativa de Sergio Pitol: los cuentos (1997, UV, Xalapa)
- Los sentidos del símbolo II (1998, Iberoamericana Golfo)
- Literatura y realidad (1999, F.C.E/UV/BUAP)
- El discurso-testimonio (2001, UNAM)
- Hermenéutica. Símbolo y conjetura (2003, Ibero/BUAP)
- La constelación narrativa de Ignacio Solares (2003, Ediciones y Gráficos Eón, Benemérita Universidad Autónoma de Puebla)
- La narrativa de la revolución mexicana. Primer periodo. (2007, Universidad Veracruzana/UIA Puebla)
- Los sentidos del símbolo III (2007, UV)
- Estética del discurso literario (2009, UV/UAP, México)

### Novelas
- Los fundadores del alba (1969, Los Amigos del Libro, Cochabamba, Bolivia) Premio Casa de las Américas, Premio Erich Guttentag, 1969 Fue su obra más representativa.
- El último filo (1975, Planeta, Barcelona; 1985 Plaza & Janés, Barcelona; y 1987, Arte y Literatura, La Habana)
- Larga hora: la vigilia (1979, Premiá)
- Mientras cae la noche (1988, UV, Xalapa)
- ...Poco después, humo (1989, BUAP, Col. Asteriscos, Puebla)

### Cuentos
- Argal (1967, Los Amigos del Libro, Cochabamba)
- Ya nadie espera al hombre (1969, Don Bosco, La Paz)
- Al borde del silencio (1970, Alfa, Montivedeo)
- La ofrenda y otros relatos (1981, Premiá)
- Los nombres del infierno (1985, Universidad Autónoma de Chiapas)
- La noche con Orgalia y otros cuentos (1997, Universidad Iberoamericana y Universidad Autónoma de Tlaxcala)
- A través del hueco (1998, UNAM, Col. Rayuela, México)
- El pesebre y otros cuentos (2003, UNAM Col. Rayuela, México)
- Las máscaras de “el Otro” (2008, UV, Col. Ficción y BUAP).

### Poesía
- Palabras iniciales (2006, Editora de Gobierno, México)
- Ritual (2009, Secretaría de Cultura del estado de Puebla, México)

### Guiones de cine
- En el umbral (1995)
- Más abajo (1998)
- La noche con Orgalia (2000)
- Tiempo Real (2002)
- Chiles Xalapeños (2008)